# Playa de Monte Gordo
La playa de Monte Gordo es una playa marítima situada en la freguesia de Monte Gordo, municipio de Vila Real de Santo António, Algarve, Portugal. Es una de las principales estancias turísticas del Algarve. Dispone de vigilancia y equipamientos de apoyo durante todo el periodo balnear. La villa de Monte Gordo, adyacente a la playa, posee una variada oferta hotelera, comercio, restaurantes, casino y animación nocturna durante todo el año.
"Estas son las aguas más calientes y seguras de Portugal", pregonan los habitantes de Monte Gordo. De hecho, la presencia de los salvavidas es constante a lo largo de todo el año, pero es en julio y agosto cuando esta parte del litoral se llena de veraneantes. El arenal está ocupado por una decena de bares y explanadas. Restos del encanto burgués que en tiempos distinguió esta zona como una de los más selectos balnearios del país aún son visibles en los barrios con viviendas y en el pequeño casino. Los últimos desarrollos de vivienda descaracterizan el sitio de modo irreversible.

## Galería

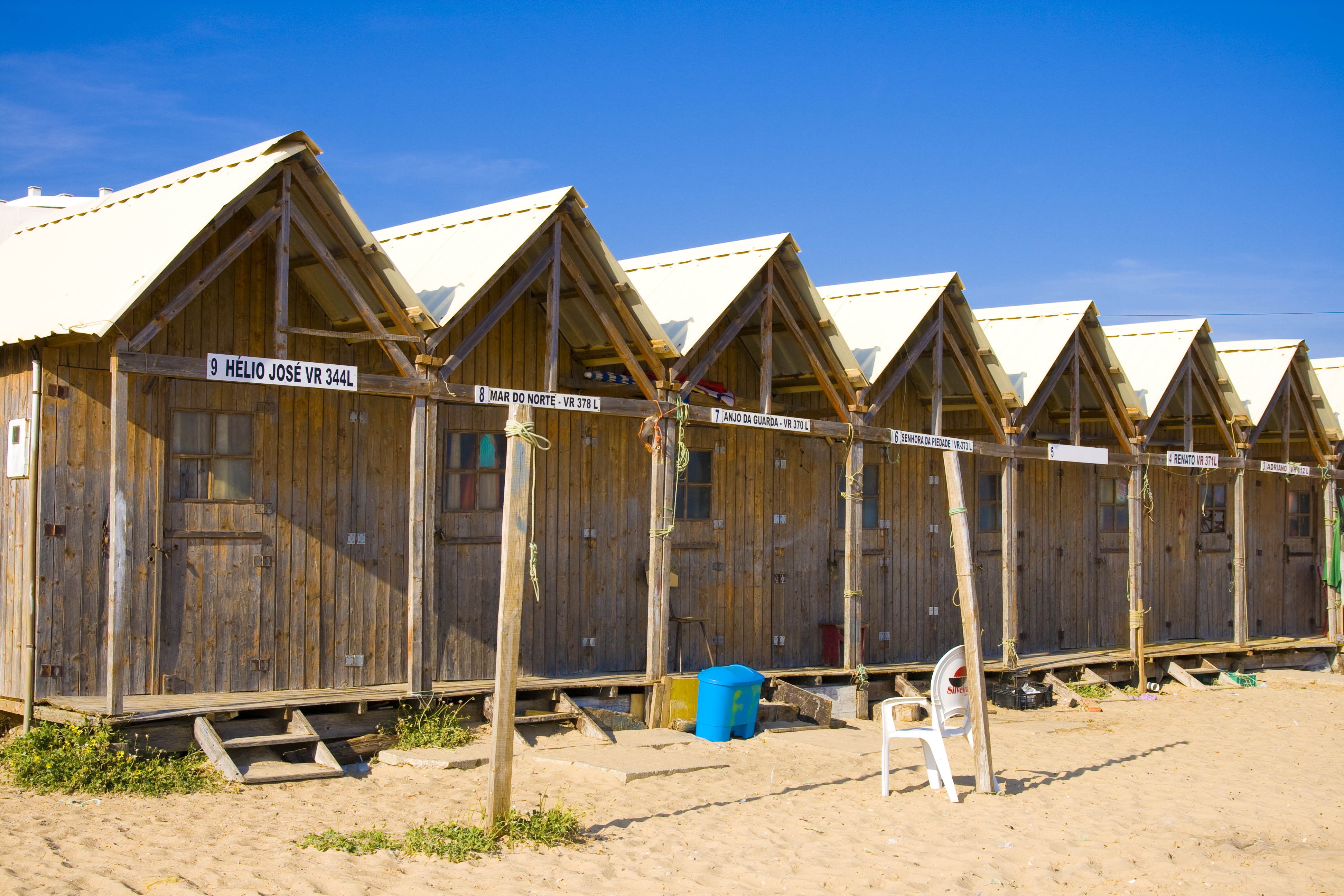
Playa de Monte Gordo
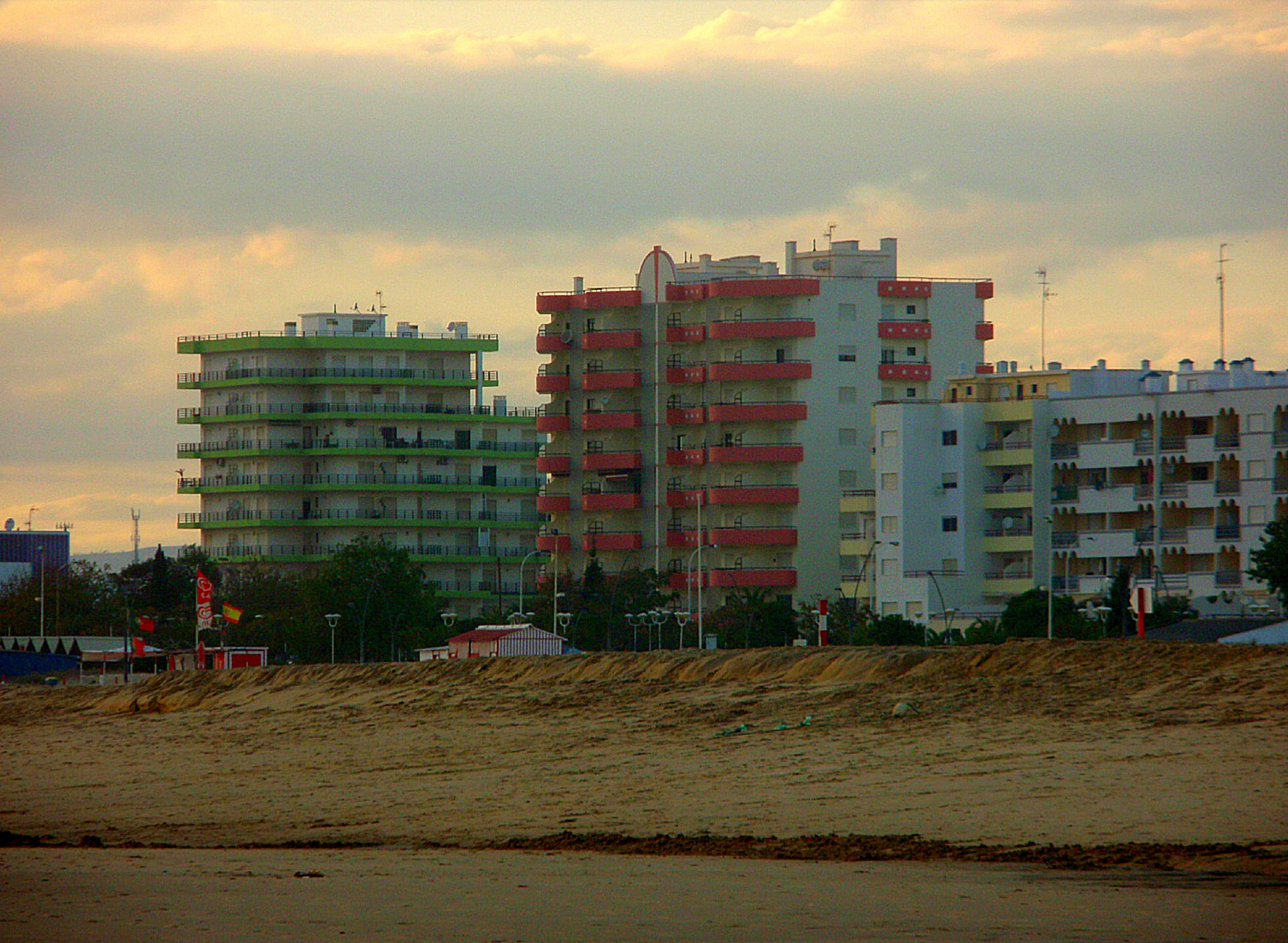
Playa de Monte Gordo